# Bucephala albeola

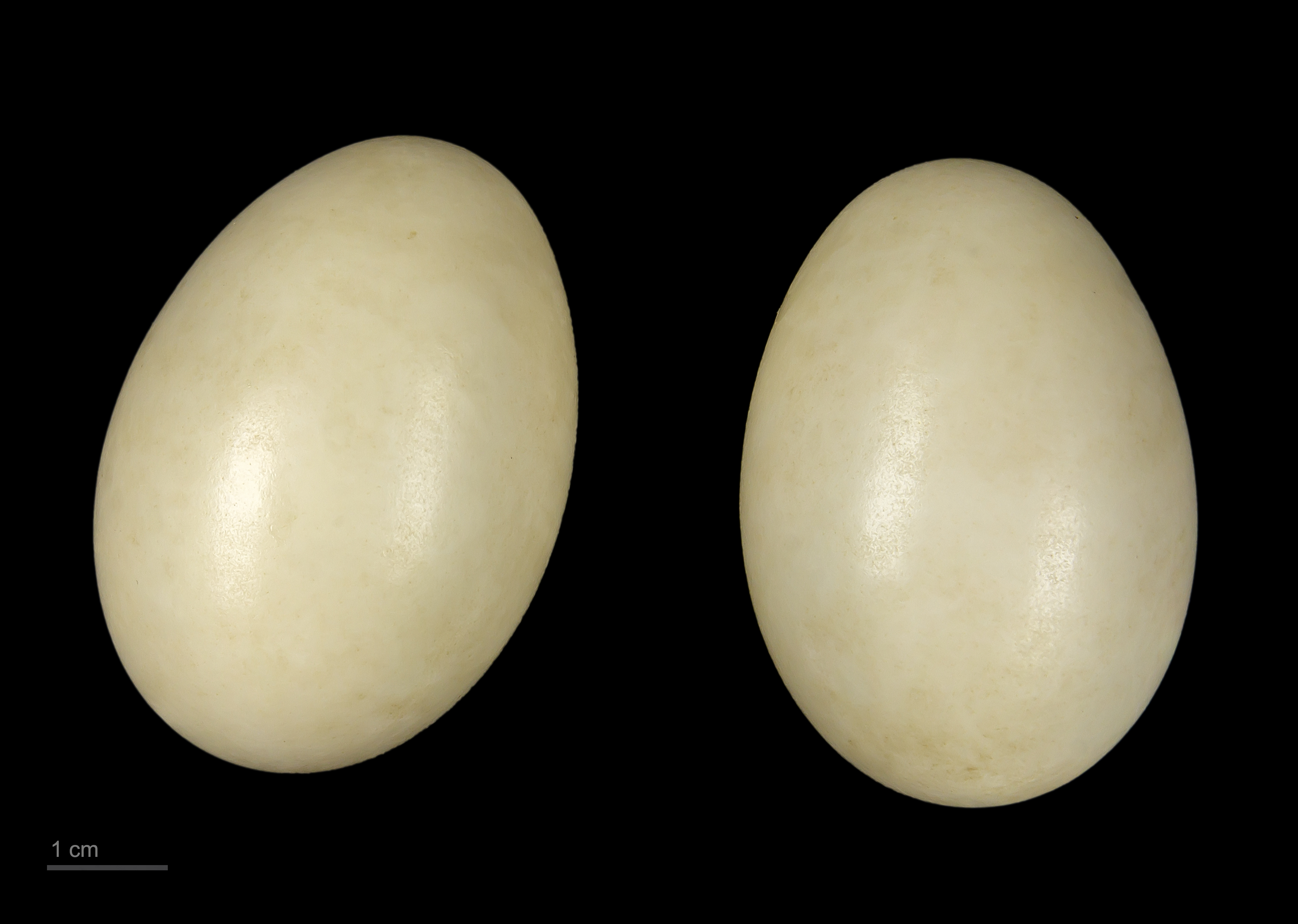
Bucephala albeola

Bucephala albeola là một loài chim trong họ Vịt.